# Фінал кубка Англії з футболу 1898
Фінал кубка Англії з футболу 1898 — 27-й фінал найстарішого футбольного кубка у світі. Учасниками фіналу були «Ноттінгем Форест» і «Дербі Каунті». Володарем кубкового трофею став «Ноттінгем Форест».

## Шлях до фіналу
| «Ноттінгем Форест»     | «Ноттінгем Форест» | «Ноттінгем Форест»                                                | Раунд        | «Дербі Каунті»            | «Дербі Каунті» | «Дербі Каунті»                          |
| ---------------------- | ------------------ | ----------------------------------------------------------------- | ------------ | ------------------------- | -------------- | --------------------------------------- |
| Суперник               | Результат          | Матчі                                                             |              | Суперник                  | Результат      | Матчі                                   |
| «Грімсбі Таун»         | 4—0                | 4—0 вдома                                                         | Перший раунд | «Астон Вілла»             | 1—0            | 1—0 вдома                               |
| «Гейнсборо Триніті»    | 4—0                | 4—0 вдома                                                         | Другий раунд | «Вулвергемптон Вондерерз» | 1—0            | 1—0 на виїзді                           |
| «Вест-Бромвіч Альбіон» | 3—2                | 3—2 на виїзді                                                     | Третій раунд | «Ліверпуль»               | 6—2            | 1—1 вдома, 5—1 на виїзді (перегравання) |
| «Саутгемптон»          | 3—1                | 1—1 на нейтральному полі, 2—0 на нейтральному полі (перегравання) | 1/2 фіналу   | «Евертон»                 | 3—1            | 3—1 на нейтральному полі                |

## Матч
| 16 квітня 1898 |

| Ноттінгем Форест             | 3:1      | Дербі Каунті |
| ---------------------------- | -------- | ------------ |
| Кейпс 19', 42' Макферсон 88' | Протокол | Блумер 31'   |

| Крістал Пелес, Лондон Глядачів: 62 017 Арбітр: Дж.Льюїс |

|  |  |

|                  |  |                  |  |
|                  |  |                  |  |
| В                |  | Ден Олсопп       |  |
| З                |  | Адам Скотт       |  |
| З                |  | Арчибальд Рітчі  |  |
| ПЗ               |  | Віллі Врагг      |  |
| ПЗ               |  | Джон Макферсон   |  |
| ПЗ               |  | Френк Форман (к) |  |
| Н                |  | Вільям Спаунсер  |  |
| Н                |  | Артур Кейпс      |  |
| Н                |  | Лен Бенбоу       |  |
| Н                |  | Чарлі Річардс    |  |
| Н                |  | Том Макіннес     |  |
| Головний тренер: |  |                  |  |
| Гаррі Голлем     |  |                  |  |

|                  |  |                  |  |
|                  |  |                  |  |
| В                |  | Джек Фраєр       |  |
| З                |  | Джо Лейпер       |  |
| З                |  | Джиммі Метвен    |  |
| ПЗ               |  | Джиммі Тернер    |  |
| ПЗ               |  | Арчі Гудолл      |  |
| ПЗ               |  | Джон Кокс        |  |
| Н                |  | Г'ю Макквін      |  |
| Н                |  | Джиммі Стівенсон |  |
| Н                |  | Джон Боаг        |  |
| Н                |  | Стів Блумер      |  |
| Н                |  | Джон Гудолл      |  |
| Головний тренер: |  |                  |  |
| Гаррі Ньюболд    |  |                  |  |